# No se lo digas a nadie
No se lo digas a nadie è un film del 1998 diretto da Francisco José Lombardi.
Tratto dal romanzo Non dirlo a nessuno di Jaime Bayly pubblicato quattro anni prima, è stata la prima pellicola cinematografica esplicitamente a tematica gay prodotta in Perù.
Il film racconta tutta una serie di situazioni ed avvenimenti che accadono al protagonista, dall'adolescenza fino all'età adulta. Sia il romanzo che il film che ne è seguito hanno generato vaste polemiche per aver affrontato apertamente il tema dell'omosessualità, criticati anche da vari personaggi pubblici per i loro alti contenuti di scene sessuali.

## Trama
La storia tratta del tabù costituito dall'omosessualità nella società peruviana della metà del XX secolo. Joaquin è il rampollo di una famiglia dell'alta borghesia di Lima che si deve confrontare con il pregiudizio dei genitori ed il rifiuto di una società omofobica; egli difatti, fin da quando frequentava i campeggi estivi dell'Opus Dei quand'era poco più che un bambino, si è sempre sentito attratto dai ragazzi come lui.
Attraverso varie vicissitudini, tra cui il fidanzamento fittizio con l'amica Alejandra, lo spaccio di cocaina assieme al compagno d'università Alfonso, la breve relazione con Gonzalo (che però sceglie di rimanere con la sua ragazza) ed infine la storia con Gerardo, che di professione fa il prostituto, Joaquin cresce in consapevolezza ed acquista sempre più sicurezza nei riguardi di ciò che è veramente, ossia un "maricón" (frocio in lingua spagnola).

## Riconoscimenti
- 1998 - Festival internazionale del cinema di San Sebastián[1]
  - Nomination Miglior film